# 撒馬利亞人

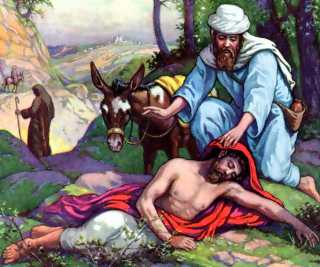
《好撒馬利亞人》

撒馬利亞人或譯撒瑪黎雅人（希伯來語：שׁוֹמְרוֹנִים，罗马化：shomronim：字面意思為“《妥拉》的守護者”，羅馬化：al-Sāmeriyyūn），生活在黎凡特的一個族群，是以色列人的旁支。

## 起源
撒馬利亞人的整全概念最早見於新約聖經的福音書中，是一個按地域而來的信仰派系，但當中的「撒馬利亞」，並非希伯来圣经中的撒馬利亞城，而是指耶穌年代羅馬政府管理的撒马利亚省。
撒馬利亞人是古代撒馬利亞教的信徒後裔，與猶太教共同起源於亞伯拉罕諸教，信奉撒馬利亞五經。自稱是北國以色列的後裔，保存有摩西律法的教導，並以基利心山為他們信仰的敬拜中心。但现代猶太人並不會接納他們同為古代以色列人後裔，以色列的歷史學家約瑟夫表示他們是北國以色列滅亡時，亞述把外族移居入以色列地，和留下來以色列人所生的後裔。据《列王纪下》第17章第24-41节，亞述在以色列地移入新居民後，曾差遣以色列的祭司教導他們宗教禮儀。但當時以色列的宗教已非常混亂（這也是聖經記載他們亡國的主要原因），加上撒馬利亞人接受教導後，又混合了外族人自己的神祇及宗教崇拜。故此，他們一直不為後來巴比倫回歸的以色列人（主要來自南國猶大國）所接納，只視為一個污穢的旁支，在隨後以色列的歷史上，並沒有一正確的身份。

## 歷史及改革
撒馬利亞人在歷史上一直存在，他們的文獻存在於3-14世紀之間。
公元前113年，大祭司和犹太人总督约翰·海卡努斯对撒玛利亚人发动进攻。虽然撒玛利亚人获得了安条克九世的帮助但仍被击败并被划为奴隶，基立心山的圣殿被海卡努斯毁灭。
拜占庭帝国时期，公元5世纪至6世纪，撒馬利亞人曾发动反抗拜占庭帝国的起义，起义失败被镇压，撒玛利亚人大规模减少，当地人口结构因此发生改变，基督徒比例开始占主导。撒玛利亚人在14世紀進行了宗教改革，他們的祭司非尼哈把不同的文獻收集整理，參考聖經的記載，編制成Abu'l Fath。當中處理了撒馬利亞人的歷史淵源、宗教傳統、崇拜禮儀等項目。他們並於1355年發現阿倫的孫子所編制成的Abisha Scroll，成為了他們當中最重要的文獻。
撒馬利亞人承認摩西五經的經典地位，並重編修改了部份約書亞記的記載，統一了他們的信仰及禮儀傳統。他們的信仰共有五個主要認信：
1. 耶和華是獨一的真神；
2. 摩西是上帝差遣的主要使者；
3. 律法書是啟示的信息；
4. 摩西按上帝的啟示，指示約書亞於基利心山建壇，作為敬拜獻祭的中心；
5. 相信塔合伯（Taheb）在末日來臨，讓他們重生，並認為塔合伯就是摩西。

自直19世紀，撒馬利亞人被拒絕前往基利心山，他們亦走向沒落。直至現在，以色列復國，他們才又漸漸在人數上復興起來。

## 宗教
因为以色列的特定历史和文化，撒馬利亞人的概念有特殊的宗教含义。下面的内容要在宗教的框架内理解。

### 旧约时期
与南国犹大国不同，北部以色列人比較少的受到宗教的约束。他们受到鄰近的兄弟民族，如：摩押人、以東人的影響，有部份轉而崇拜他們的偶像，並与异族通婚，而为南国的犹大人所不认同。另外，他们虽然是兄弟，但因为数百年的分裂、競争、甚至战争，早已变成了仇敌。因此在正统的犹太人看来，撒馬利亞人是含有贬义的名称。

### 新约时期
在耶穌的時代，猶太人與外邦人之間明顯存有很深的敵意。後來《密西拿》甚至加上一條律例，禁止猶太婦女協助非猶太婦女接生，因為這樣做就等於有分把多一個外邦人帶進世界。
無論在宗教上還是在血緣上，撒馬利亞人都比一般外邦人與猶太人接近。不過，他們也一樣受到排擠。《約翰福音》記載猶太人與撒馬利亞人沒有往來，耶穌曾被人稱為撒馬利亞人。事實上，《塔木德》有這樣一個主張：“撒馬利亞人的餅，比豬肉還不潔。”有些猶太人更用“撒馬利亞人”一詞來表達蔑視和非難的意思。
對猶太人來説，愛撒馬利亞人如同愛自己是一件十分困難的事。但把這樣的愛伸展到沒有受割禮的外邦人身上， 就甚至更困難了，因為和撒馬利亞人比較，外邦人與猶太人的共通之處甚至更少。論到猶太人對外邦人的看法，《國際標準聖經百科全書》説：“在舊約時代，我們見到最極端的反感、鄙夷和仇視的事例。他們「外邦人」被視為不潔，與他們之間有任何交誼都被視為不法。他們乃是上帝和上帝子民的仇敵，除非他們歸信，否則就不配認識上帝。但即使這樣，歸信的外邦人也無法像在古代的日子一般完全受猶太人所接納。猶太人不可向他們提出勸告。外邦人如果問及上帝的事，就會受到咒詛。”
因上述原因，撒馬利亞人作为以色列人的地位受到了疑问。基督耶稣通过新约圣经裏的“好撒馬利亞人”寓言、“撒馬利亞打水妇人”的故事，以及“复活後的谈话”，表示耶稣在对待民族问题上公正无偏见的看法。通过这些例子可以体现出圣经新约在传讲福音工作上的指导思想：向所有国族、民族、部族、语言传讲。这也正是公元1世纪基督教信仰在小亚细亚和希腊地区快速传播的重要原因。这与使徒行传使徒彼得所看到的异像以及大批的非犹太人归信也是协调一致的。

## 現代情况
現時撒馬利亞人的後裔在世上僅於700多人：他們散居在以色列和巴勒斯坦之間，或說現代希伯來語或阿拉伯語，但進行宗教活動時依然會說古希伯來語或亞蘭語。他們認為他們的宗教比猶太人所信奉的聖殿猶太教（temple Judaism，希伯来语：יָהֲדוּת בֵּית הַמִּקְדָּשׁ）更古老，所以保存了更多原始犹太教（יָהֲדוּת קְדוּמָה）的特色。他們認為猶太人所信奉的聖殿猶太教是一種世俗化了的宗教。

### 引用
1. ↑  参看The Jewish Mishnah, Abodah Zarah 2:1.
2. ↑  《約翰福音》第4章第9节：「撒瑪利亞的婦人對他說：『你既是猶太人，怎麼向我一個撒瑪利亞婦人要水喝呢？』原來猶太人和撒瑪利亞人沒有來往。」
3. ↑  《約翰福音》第8章第48节：「猶太人回答說：『我們說，你是撒瑪利亞人，並且是鬼附著的。這話豈不正對麼？』」
4. ↑  参看《约翰福音》第8章第48节的记载。
5. ↑  参考：The International Standard Bible Encyclopaedia，英文版